# Cliff Curtis

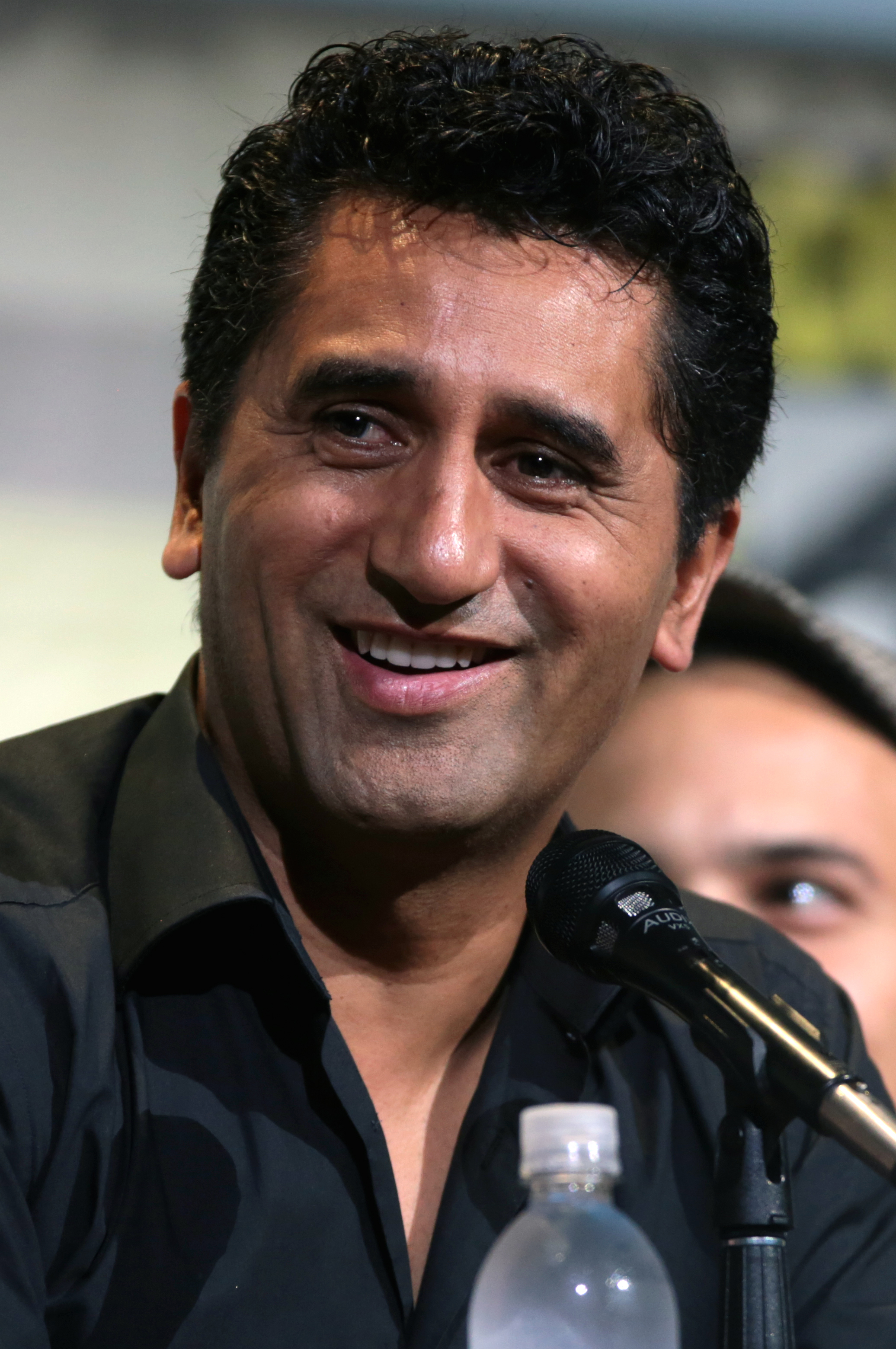
Cliff Curtis auf der San Diego Comic Con (2016)

Cliff Curtis (* 27. Juli 1968 in Rotorua) ist ein neuseeländischer Schauspieler.

## Leben
Curtis wurde 1968 in Rotorua geboren und ist eines von acht Kindern des Amateurtänzers George Curtis. Er stammt von den Māori ab; seine Stammeszugehörigkeit ist Te Arawa und Ngāti Hauiti. Sein Onkel war Toby Curtis, ein prominenter Māori-Pädagoge und Führer.
Als Junge lernte er bei dem Māori-Ältesten Mita Mohi auf der Insel Mokoia mau rākau, eine traditionelle Form des Taiaha-Kampfes, was seine Fähigkeiten als Kapa-Haka-Darsteller förderte. Später trat Curtis als Breakdancer auf und nahm an Rock-’n’-Roll-Tanzwettbewerben teil. Curtis erhielt seine Schauspielausbildung an der Toi Whakaari: New Zealand Drama School und an der Scuola Teatro Dimitri in der Schweiz.
1993 erhielt er seine erste Rolle in Das Piano mit Holly Hunter und Harvey Keitel. Im selben Jahr folgte der Film Desperate Remedies, für den er mit dem New Zealand Film and TV Award ausgezeichnet wurde. Diesen Preis erhielt Curtis 2000 für Jubilee und 2003 für Whale Rider noch zweimal.
Durch seine Erfolge in der Heimat wurde Hollywood auf ihn aufmerksam. Dort spielt Curtis überwiegend Charaktere mit lateinamerikanischer oder arabischer Herkunft. Ab dem Jahr 2009 war er in einer Hauptrolle der US-amerikanischen Fernsehserie Trauma zu sehen. Von 2015 bis 2017 übernahm Curtis eine der Hauptrollen in der Horrorserie Fear the Walking Dead, einem Spin-off von The Walking Dead.
2022 war Curtis in Avatar: The Way of Water zu sehen, der ersten von mehreren geplanten Fortsetzungen von Avatar – Aufbruch nach Pandora.

## Filmografie (Auswahl)
- 1993: Das Piano (The Piano)
- 1993: Desperate Remedies
- 1994: Die letzte Kriegerin (Once Were Warriors)
- 1994: Rapa Nui – Rebellion im Paradies (Rapa Nui)
- 1994: Hercules im Reich der toten Götter (Hercules in the Underworld, Fernsehfilm)
- 1996: Chicken
- 1996: Mananui
- 1998: Octalus – Der Tod aus der Tiefe (Deep Rising)
- 1998: Sechs Tage, sieben Nächte (Six Days Seven Nights)
- 1999: Virus – Schiff ohne Wiederkehr (Virus)
- 1999: Three Kings – Es ist schön König zu sein (Three Kings)
- 1999: Bringing Out the Dead – Nächte der Erinnerung (Bringing Out the Dead)
- 1999: Insider
- 2000: Jubilee
- 2001: Blow
- 2001: Training Day
- 2001: The Majestic
- 2002: Whale Rider
- 2002: Collateral Damage – Zeit der Vergeltung (Collateral Damage)
- 2003: Das Urteil – Jeder ist käuflich (Runaway Jury)
- 2004: Traffic (Fernsehserie)
- 2005: River Queen
- 2006: The Fountain
- 2007: Das perfekte Verbrechen (Fracture)
- 2007: Sunshine
- 2007: Stirb langsam 4.0 (Live Free or Die Hard)
- 2008: 10.000 B.C. (10,000 BC)
- 2009: Crossing Over
- 2009: Push
- 2009–2010: Trauma (Fernsehserie, 20 Folgen)
- 2010: Die Legende von Aang (The Last Airbender)
- 2011: Colombiana
- 2011: Body of Proof (Fernsehserie, eine Folge)
- 2012: Missing (Fernsehserie, 10 Folgen)
- 2012: Noch tausend Worte (A Thousand Words)
- 2014: Gang Related (Fernsehserie)
- 2014: Das Talent des Genesis Potini (The Dark Horse)
- 2015: Last Knights – Die Ritter des 7. Ordens (Last Knights)
- 2015–2017: Fear the Walking Dead (Fernsehserie, 21 Folgen)
- 2016: Auferstanden (Risen)
- 2018: Meg (The Meg)
- 2019: Fast & Furious: Hobbs & Shaw (Fast & Furious Presents: Hobbs & Shaw)
- 2019: Doctor Sleeps Erwachen (Doctor Sleep)
- 2021: Reminiscence – Die Erinnerung stirbt nie (Reminiscence)
- 2022: Avatar: The Way of Water
- 2023: True Spirit
- 2023: Meg 2: Die Tiefe (Meg 2: The Trench)
- 2024: Kaos (Fernsehserie, 6 Folgen)
- 2025: Last Breath